# 東京芸術大学音楽学部附属音楽高等学校
- 東京藝術大学附属音楽高等学校
- 東京芸術大学附属音楽高等学校

東京藝術大学音楽学部附属音楽高等学校（とうきょうげいじゅつだいがくおんがくがくぶ ふぞくおんがくこうとうがっこう、英: The Music High School attached to The Faculty of Music,Tokyo University of the Arts ）は東京都台東区上野公園に所在する国立高等学校。
東京藝術大学音楽学部の附属学校。略称は藝大附属高校、藝高。
文部科学省に届け出ている法的な正式名称は東京芸術大学であるが、ウェブサイト、パンフレットなどにおいては大学と同様、旧字体の藝を使用している。

## 概要
優秀な音楽家を育成するための早期教育を目的として、1954年（昭和29年）に東京都千代田区神田駿河台に創立され、1995年に現在の東京藝術大学音楽学部敷地内に移転した。国立で唯一の音楽専門の高校である。校章は東京藝術大学の徽章と同じく、アカンサス (acanthus spinosus) の葉の輪郭を模様化した中に、東京音楽学校の校章と同じ〔楽〕と記されたデザインを用いる。

## 沿革
- 1954年 - 東京都千代田区神田駿河台に創立。
- 1995年 - 台東区の東京藝術大学音楽学部（上野キャンパス）敷地内に移転。
- 1999年 - 初めて邦楽の箏曲専攻が設置される。
- 2000年 - 尺八、長唄三味線、邦楽囃子の邦楽各専攻が設置される。
- 2003年 - 邦楽囃子（笛）声楽専攻が設置される。
- 2004年 - 創立50周年。国立大学法人東京藝術大学に移管。
- 2016年 - スーパーグローバルハイスクール (SGH) に採択。

## 学校生活

### クラス
1学年に1クラスのみ。1クラスは40人で、全校生徒数は120名が定員となっている。

### 設備・施設
地上4階、地下1階の校舎内には小規模ながら非常に残響時間の長いホールが設けられており、また計27室ある全ての練習、レッスン室は防音仕様となっている。家庭科教室を除く全ての教室とレッスン室にはスタインウェイ・アンド・サンズ社やヤマハ社、カワイ社のグランドピアノが置かれ、練習室にはアップライトピアノが置かれている。また校舎正面には附属音楽高等学校広場、および多目的コート（テニスコート二面分）がある。なお、体育の授業では併設する東京芸術大学上野キャンパスの体育館を使用することがある。また、玄関入り口はオートロックとなっている。その他、屋上にはソーラーパネルを導入し電力供給に寄与している。

### 教育課程
授業の約3分の1はソルフェージュ、音楽理論、演奏法、音楽史、合唱、ピアノ初見アンサンブル、オーケストラ、室内楽、邦楽合奏などの音楽実技科目・音楽科目となっていて、専門的な授業が展開されている。また、そのほかにも一般教科も履修する。専攻実技のレッスンは原則、毎週1時間行われる。専攻実技だけでなく、ピアノ専攻は副科声楽、その他の専攻生は副科ピアノが必修となっている。高校2年・3年の生徒は副科打楽器を選択することも可能である。

### 学校行事
- アカンサスコンサートと呼ばれる生徒主催の室内楽・合唱等のコンサートが、年4回（5月・7月・11月・12月）開かれる。
- 毎年7月には夏季校外合宿が菅平高原にて行われる。
- 6月には3年生の公開実技試験が東京芸術大学上野キャンパス構内の奏楽堂にて、一般公開される。
- 9月には秋の祭典（文化祭）が文化の部・体育の部と2日間に渡って行われる。なお、一般公開はされていない。
- 秋には2年生の演奏修学旅行と、奏楽堂にて年一回の定期演奏会が催される。

そのほか、オペラ鑑賞教室や文楽鑑賞教室等が行われる。

### 制服
同校では制服着用義務が生徒に課せられている。なお、現在の制服は1995年にデザインが変更されたものである。
冬服
男子は紺色で、金色ボタンのブレザースーツに白ワイシャツ。ネクタイを着用の上、ブレザー左襟には赤色の〔楽〕とデザインされた校章を付ける。女子も紺色のスーツ・スカートに白の長袖ブラウス。襟には男子と同じデザインの校章バッジを付ける。
夏服
夏服は6-9月。男子は紺のズボンに白の校章入りワイシャツ。ネクタイの着用は自由。女子は白の校章入り半袖ブラウスに紺のスカート。
5月、10月は夏服、冬服どちらでも着用できる。また、靴は男女ともに黒色の革靴の着用が義務となっている。コート・カバンに規定のものはない。現在、校章入りのサマーベストは女子のみ着用がみられるが、本ベストは男女兼用であり、男子の着用も可能である。

### 進路
東京藝術大学への内部入試制度はなく、卒業生のほとんどは一般入試を経て同大学音楽学部に進学する。

### 寮生活
希望者は東京都足立区東和に位置する大学の学生寮「藝心寮」に入寮できる。

## 最寄駅
- JR上野駅公園口より徒歩約13分
- JR鶯谷駅北口より徒歩約6分
- JR鶯谷駅南口より徒歩約11分
- JR日暮里駅西口より徒歩約12分
- 東京メトロ千代田線根津駅1番出口より徒歩約11分
- 東京メトロ上野駅7番出口より徒歩約15分
- 都営バス上26系統上野桜木停留所より徒歩約3分
- 台東区循環バスめぐりん寛永寺停留所より徒歩0分

## 専攻一覧
- 作曲
- 声楽（2003年度 - 2015年度）
- ピアノ
- ヴァイオリン
- ヴィオラ
- チェロ
- コントラバス
- ハープ
- フルート
- オーボエ
- クラリネット
- ファゴット
- サクソフォーン
- トランペット
- ホルン
- トロンボーン
- ユーフォニアム（2016年度〜）
- チューバ（2016年度〜）
- 打楽器
- 箏曲（山田流・生田流）
- 尺八（琴古流・都山流）
- 長唄三味線
- 邦楽囃子（小鼓、大鼓、太鼓、笛）

年によっては、受験者・合格者がいない専攻もある。2013年度入学者選抜試験より、声楽専攻の募集は行わない。

## 著名な出身者
- 新村理々愛（ハリウッド俳優）
- 青柳いづみこ（ピアニスト）
- 伊藤京子（ピアニスト）
- 小山実稚恵（ピアニスト）
- 蔵島由貴（ピアニスト）
- 坂本真由美（ピアニスト）
- 斎藤雅広（ピアニスト）
- 高橋アキ（ピアニスト）
- 田部京子（ピアニスト）
- 沼田宏行（ピアニスト）
- 野平一郎（作曲家・ピアニスト）
- 藤井一興（ピアニスト）
- 安田正昭（ピアニスト）
- 榊原大（ピアニスト）
- 遠藤郁子（ピアニスト）
- 碓井俊樹（ピアニスト）
- 井下洋子（ピアニスト）
- 岡原慎也（ピアニスト）
- 前田拓郎（ピアニスト）
- 佐藤元洋（ピアニスト）
- 阪田知樹（ピアニスト）
- 鐵百合奈（ピアニスト）
- 横山幸雄（ピアニスト）
- 永野英樹（ピアニスト）
- 大崎結真（ピアニスト）
- 實川風（ピアニスト）
- 倉澤華（ピアニスト）
- 川田健太郎（ピアニスト）
- 原田絵里香（ピアニスト）
- 今田篤（ピアニスト）
- 渡邉康雄（ピアニスト、指揮者）
- 菊地雅章（ジャズピアニスト）
- 漆原朝子（ヴァイオリニスト）
- 漆原啓子（ヴァイオリニスト）
- 大谷康子（ヴァイオリニスト）
- 川口ヱリサ（ヴァイオリニスト）
- 川田知子（ヴァイオリニスト）
- 小林美恵（ヴァイオリニスト）
- 島根恵（ヴァイオリニスト）
- 篠崎功子（ヴァイオリニスト）
- 瀬﨑明日香（ヴァイオリニスト）
- 椙山久美（ヴァイオリニスト）
- 長原幸太（ヴァイオリニスト）
- 野口千代光（ヴァイオリニスト）
- 佐藤久成（ヴァイオリニスト）
- 松田理奈（ヴァイオリニスト）
- 室屋光一郎（ヴァイオリニスト）
- 矢野玲子（ヴァイオリニスト）
- 上敷領藍子（ヴァイオリニスト）
- 佐藤まどか（ヴァイオリニスト）
- 長尾春花（ヴァイオリニスト）
- 伊藤亜美（ヴァイオリニスト）
- 鈴木舞（ヴァイオリニスト）
- 岡本誠司（ヴァイオリニスト）
- 瀧村依里（ヴァイオリニスト）
- 平崎真弓（ヴァイオリニスト）
- 小杉結（ヴァイオリニスト）
- 小関妙（ヴァイオリニスト）
- 小関郁（ヴァイオリニスト）
- 眞田彩（ヴァイオリニスト）
- 日下紗矢子（ヴァイオリニスト）
- 大平まゆみ（ヴァイオリニスト）
- 島田真千子（ヴァイオリニスト）
- 千葉清加（ヴァイオリニスト）
- 竹内愛（ヴァイオリニスト）
- 杉村香奈（ヴァイオリニスト）
- 宮下綾子（ヴァイオリニスト）
- NAOTO（ヴァイオリニスト、作曲家、編曲家、音楽プロデューサー）
- 九頭見香里奈（ヴァイオリニスト）
- 田野倉雅秋（ヴァイオリニスト）
- 豊田貴志（ヴァイオリニスト、キーボーディスト）
- 本庄篤子（ヴァイオリニスト）
- 朝枝信彦（ヴァイオリニスト、中退）
- 渡辺玲子（ヴァイオリニスト、中退）
- 梶原一紘（フルーティスト）
- 中西久美（フルーティスト、フリーアナウンサー）
- 紫園香（フルーティスト）
- 高木綾子（フルーティスト）
- 佐久間由美子（フルーティスト）
- 上野由恵（フルーティスト）
- 深津純子（フルーティスト、作曲家）
- 向井航（チェリスト）
- 植草ひろみ（チェリスト）
- 遠藤真理（チェリスト）
- 村中俊之（チェリスト、作曲家、音楽プロデューサー）
- 青山聖樹（オーボエ奏者）
- 瀧本麻衣子（ヴィオラ奏者）
- 中川英二郎（トロンボーン奏者）
- 山崎千裕（トランペット奏者）
- 奧田敏雄（トランペット奏者）
- 明日佳（箏奏者）
- 福田和禾子（作曲家、編曲家、ピアニスト）
- 荻野清子（作曲家、編曲家、ピアニスト）
- 丸山和範（作曲家、編曲家、ピアニスト）
- 平間亮之介（作曲家、編曲家、ピアニスト）
- 網守将平（作曲家、編曲家）
- 夏田昌和（作曲家、指揮者）
- 金田潮兒（作曲家）
- 坂東祐大（作曲家）
- 斎藤ネコ（作曲家）
- 望月京（作曲家）
- 西尾洋（作曲家）
- 高橋裕（作曲家）
- 阿部加奈子（指揮者）
- 奥慶一（キーボーディスト、作曲家）
- 茂木眞理子（ソルフェージュ講師）
- 三國正樹（音楽教育者、ピアニスト）
- 石若駿（ジャズ・ミュージシャン、ドラマー）
- 藤井隆史（ピアノデュオ ドゥオール メンバー）
- Jill（Unlucky Morpheus メンバー）
- 鈴木陽斗実（声優、「NOW ON AIR」メンバー）
- 竹村彰通（統計学者、東京大学名誉教授、滋賀大学学長）

## その他
- 教育実習に来る実習生は東京藝術大学音楽学部の学生である。
- 部活動などは存在しない。